# Frederick Kisch
Frederick Hermann Kisch (geboren 23. August 1888 in Darjeeling, Britisch-Indien; gestorben 7. April 1943 in Wadi Akarit, Französisch-Tunesien) war ein britischer Zionist und Soldat im Ersten und Zweiten Weltkrieg.

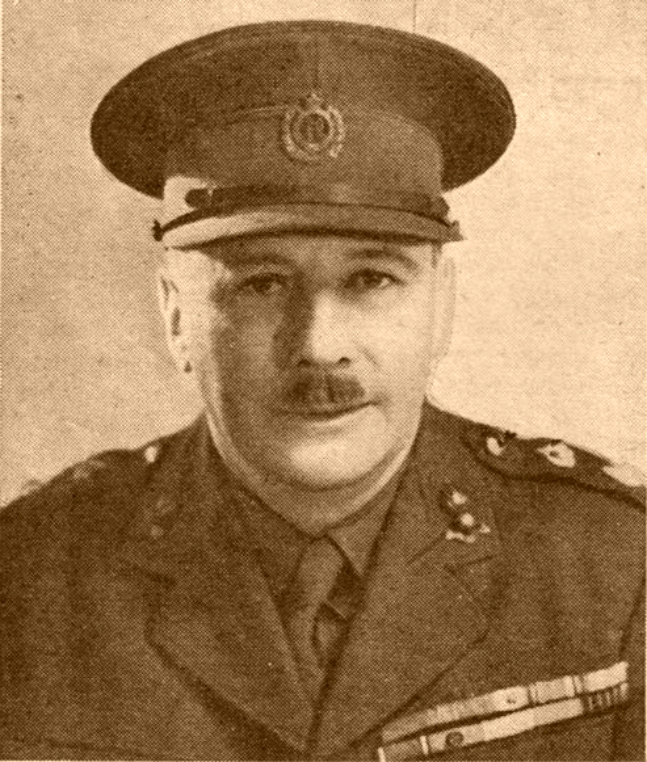
Frederick Kisch

## Leben
Frederick Kisch war ein Sohn des Michael Kisch, der als leitender Beamter der britischen Kolonialverwaltung in der Indischen Post beschäftigt war. Nach der Rückkehr der Familie nach Europa besuchte Kisch das Clifton College und schlug die Offizierslaufbahn an der Royal Military Academy Woolwich ein. Seit 1909 war er Soldat in der Pioniertruppe Royal Engineers. Kisch wurde als Hauptmann im Ersten Weltkrieg in Frankreich und im Nahen Osten eingesetzt. Nach einer Verwundung wurde er Stabsoffizier bei General George Macdonogh im Intelligence Corps (Abwehr) und wurde zum Oberstleutnant befördert.
Nach Kriegsende war Kisch 1919 Mitglied der britischen Delegation bei den Friedensverhandlungen in Versailles. Er nahm 1922 seinen Abschied vom Militärdienst, wurde Zionist und lernte Hebräisch. Beim Zionistischen Weltkongress in Karlsbad wurde er 1923 zum Mitglied der Exekutive der Jewish Agency for Israel (Chef der politischen Abteilung der Zionistischen Organization) gewählt und übersiedelte in das britische Völkerbundsmandat für Palästina. Er hatte dieses Amt bis 1931 inne und organisierte in dieser Zeit das jüdische Erziehungs- und Gesundheitswesen und jüdische Selbstschutzformationen.
Bei Ausbruch des Zweiten Weltkriegs 1939 wurde Kisch auf eigenen Wunsch reaktiviert und 1941 im  Rang eines Brigadiers (OF 6) Chef der Pioniertruppen der 8. britischen Armee, die in Nordafrika gegen die italienischen und deutschen Truppen eingesetzt wurde. Nach der Eroberung Tobruks brachte er den Hafen in einen operativen Zustand. Kisch kam bei einer Minenräumung in der Schlacht beim Wadi Akarit in Tunesien ums Leben.
In Israel wurde der Moschav Kfar Kisch nach ihm benannt. Sein Enkelsohn Yoav Kisch (geboren 1968) ist israelischer Politiker.

## Schriften (Auswahl)
- Palestine diary. Vorwort D. Lloyd George. London 1938